# Ordoliberalismo
L'ordoliberalismo (Ordoliberalismus in tedesco) è una variante del pensiero liberale nata e sviluppata dalla scuola economica di Friburgo: esso si basa sul presupposto che il libero mercato ed il laissez faire da soli non siano in grado di garantire né il mantenimento della concorrenza né l'equità sociale e le pari opportunità per gli individui. Lo Stato pertanto deve fornire un quadro giuridico, un ordine di regole attraverso cui l’economia di mercato possa funzionare: tutelando la proprietà privata e la libera iniziativa privata, stabilizzando la moneta e assicurando un livello minimo e universale di protezione sociale.
Il termine "Ordoliberalismo" (in tedesco "Ordoliberalismus") fu coniato nel 1950 da Hero Moeller e si riferiva alla rivista accademica "Ordo", fondata nel 1936 dall’economista Walter Eucken, e a cui collaboravano sociologi come Wilhelm Röpke e Alexander Rüstow, e giuristi come Franz Böhm e Hans Grossmann-Doerth.

## Definizione
L’ordoliberalismo viene solitamente associato o considerato una variante di quello che negli anni '30 veniva definito "neoliberalismo" (termine utilizzato come sinonimo di liberalismo sociale): sia Hayek, sia Röpke e Von Rüstow parteciparono al convegno di Parigi del 1938 (considerato il momento fondativo del neoliberalismo); inoltre entrambe le scuole enfatizzano la libertà economica individuale contro ogni dirigismo pubblico, propugnando un’economia di mercato fondata sul meccanismo dei prezzi. Tuttavia vanno sottolineate importanti differenze: gli ordoliberali considerano il mercato concorrenziale non come un’istituzione naturale che ha leggi proprie, ma come una costruzione artificiale, risultato dell’intervento attivo dello Stato. Al laissez faire e alla mano invisibile, si sostituisce l’intervento palese dello Stato, regolatore e arbitro dei processi socio-economici.
Michel Foucault spiega così il cambio di paradigma rispetto al liberalismo classico: “Facciamo allora il contrario, ed esigiamo dall’economia di mercato molto di più di quanto le era stato richiesto nel XVIII secolo, allorché le si chiedeva di dire allo stato che da un certo limite in poi, nel caso di un determinato problema e oltre i confini di un dato ambito, esso non sarebbe più potuto intervenire. Ma non è ancora abbastanza, dicono gli ordoliberali. Dal momento che ormai è accertato che lo stato è portatore di un’intrinseca difettosità, mentre nulla prova che l’economia di mercato abbia simili difetti, chiediamo all’economia di mercato di fungere, di per sé, non tanto da principio di limitazione dello stato, bensì da principio di regolazione interna dello stato, in tutta l’estensione della sua esistenza e della sua azione. In altri termini (…) gli ordoliberali sostengono che bisogna (…) porre la libertà di mercato come principio organizzatore e regolatore dello stato, dall’inizio della sua esistenza sino all’ultimo dei suoi interventi. Detto altrimenti: uno stato sotto sorveglianza del mercato, anziché un mercato sotto la sorveglianza dello stato”.
Talvolta l'ordoliberalismo viene definito anche come "neoliberalismo tedesco" con riferimento alla sua patria d'origine, per distinguerlo dal neoliberalismo austriaco (von Mises, von Hayek) e poi americano (scuola di Chicago).

## Sviluppo
La teoria ordoliberale è stata sviluppata a cavallo tra gli anni trenta e gli anni cinquanta dagli economisti e dagli accademici dell'Università di Friburgo, in particolare da Walter Eucken, Franz Böhm, Hans Grossmann-Doerth e Leonhard Miksch ma ebbe il suo periodo di maggiore sviluppo dopo la Seconda guerra mondiale quando gli accademici ordoliberali posero le fondamenta della costituzione economica della Repubblica Federale Tedesca e collaborarono nella ricostruzione post bellica.

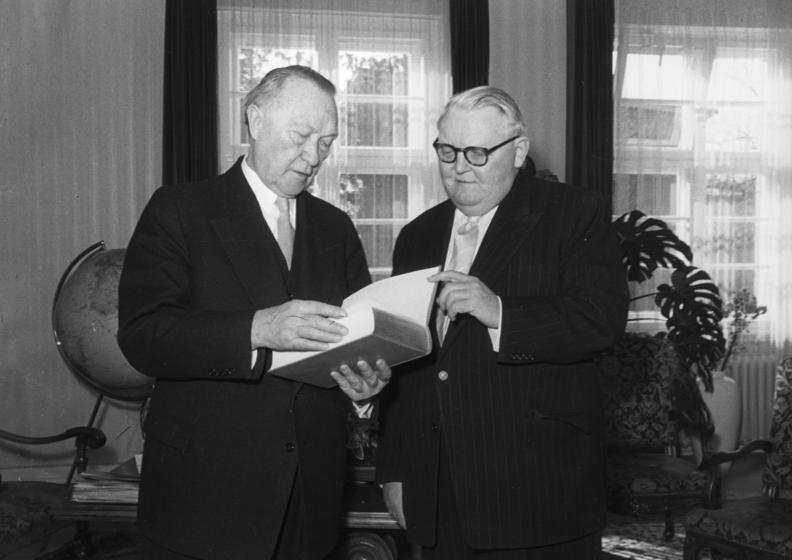
Konrad Adenauer con Ludwig Erhard il 5 gennaio 1956.

Durante il Wirtschaftswunder ("miracolo economico") infatti il Cancelliere Konrad Adenauer affidò il ministero delle finanze a Ludwig Erhard (dal 1949 al 1963), economista ordoliberale e sostenitore della Scuola di Friburgo, il quale provvide a implementare una legislazione anti-trust, a ridurre le tasse sulle imprese e a ridurre al minimo i controlli sui prezzi, mentre furono aumentate le pensioni e gli aiuti sociali.
Dopo gli anni sessanta l'importanza della teoria economica e della giurisprudenza ordoliberale cominciò progressivamente a ridursi, anche in conseguenza del predominio politico del Partito socialdemocratico e all'introduzione di misure keynesiane, fino al ritorno in auge negli anni ottanta e successivi, in concomitanza con il ritorno al potere della CDU. Poi, mediante l’influenza tedesca, i principi ordoliberali (libertà commerciale, competitività, divieto di aiuti di Stato, Banca centrale deputata solo al controllo dell’inflazione, pareggio di bilancio) confluiranno nei trattati istitutivi dell’Unione europea. Ancor oggi numerosi economisti tedeschi continuano a definirsi tali; la rivista "Ordo" risulta attiva, così come la facoltà di economia all'Università di Friburgo e numerose fondazioni come il "Walter Eucken Institut" e la "Stiftung Ordnungspolitik".

## Teoria e interpretazioni
La teoria ordoliberale afferma che lo Stato deve creare e mantenere un ambiente economico favorevole per l'economia, mantenendo un sano livello di competizione tra le imprese private, e privatizzando i servizi pubblici, in modo da garantire il principio dell'uguaglianza di fronte alla legge, senza pretendere di perseguire l'uguaglianza sostanziale. La finalità dell'intervento pubblico non deve essere quella di dirigere i processi socio-economici ma solo di evitare il pericolo che, senza alcuna regolamentazione, possano emergere e formarsi monopoli o oligopoli, i quali non solo potrebbero sovvertire i vantaggi offerti dal libero mercato ma anche minare alla base le istituzioni.
Tema fondamentale della teoria ordoliberale è l'attribuzione di specifiche responsabilità ad istituzioni indipendenti: la politica monetaria dovrebbe essere affidata ad una banca centrale indipendente dal potere politico e avente lo scopo di garantire la stabilità della moneta ed un tasso di inflazione minimo mentre il governo ha la funzione di gestire la politica fiscale secondo il principio del pareggio di bilancio.
L'ordoliberalismo intende porsi come una terza via tra il liberalismo classico (che a causa del mancato ruolo regolatore dello Stato produce esiti caotici e anarchici) e le teorie dirigiste o collettiviste in cui lo Stato viceversa assume direttamente il controllo dei processi economici (nelle varie forme di pianificazione, assistenzialismo, protezionismo ecc.). Come esempio di risposte sbagliate alla crisi del capitalismo vengono attaccati non solo il comunismo sovietico e la politica economica nazista del ministro Hjalmar Schacht, ma anche la teoria economica keynesiana, applicata in USA con il New Deal e in Gran Bretagna con il piano Beveridge.
Il pensiero ordoliberale, qualificando il proprio modello come "economia sociale di mercato", si considerò sempre distinto rispetto al liberalismo classico. Ad esempio Wilhelm Röpke ne criticò gli eccessi nel libro "Das Versagen des Wirtschaftsliberalismus" ("Il fallimento del liberalismo economico", 1950). Gli ordoliberali sostenevano la creazione di un sistema minimo di aiuti sociali universali, una moderata ridistribuzione della ricchezza mediante un sistema fiscale progressivo ed il salario minimo legale, affinché tutti abbiano la possibilità di partecipare al "gioco" del mercato sviluppando capacità imprenditoriali.
La Scuola di Friburgo ebbe alcuni punti in comune con la Scuola di Francoforte non solo per il coevo contesto di sviluppo, ma anche per il fatto che entrambe derivarono dall'opera di Max Weber ed entrambe si basavano sul presupposto di razionalizzare l'irrazionalità del sistema capitalistico. Entrambe trattavano gli stessi problemi ma giunsero a teorizzazioni completamente diverse, visto che la Scuola di Francoforte aveva abbracciato le tesi marxiste, mentre la filosofia politica ordoliberale (influenzata piuttosto da filosofi come Aristotele, Tocqueville, Hegel, Spengler ed Husserl) rimase all'interno del movimento liberale.
La teoria ordoliberale è stata accostata anche alla terza via di Tony Blair e del New Labour, ma vi sono alcune differenze: da un lato, infatti, il tessuto economico-sociale postulato dagli ordoliberali combina l'iniziativa privata con una regolamentazione governativa allo scopo di stabilire una libera competizione, dall'altro i sostenitori della terza via hanno sostenuto la necessità di deregolamentare il mercato; da un lato il modello sociale ordoliberale è favorevole alla concessione di un livello minimo universale di benefit sociali pubblici, dall'altro la terza via è più vicina al modello di un vero e proprio welfare state.